# Isole Cook ai Giochi della XXVIII Olimpiade
Le Isole Cook parteciparono ai Giochi della XXVIII Olimpiade, svoltisi ad Atene, Grecia, dal 13 al 29 agosto 2004, con una delegazione di 3 atleti impegnati in due discipline.

## Risultati

### Atletica leggera
| Q | Qualificato al turno successivo per la posizione in qualificazione                                                           |
| q | Qualificato per il turno successivo per ripescaggio o, negli eventi su campo, conquistando la misura minima per qualificarsi |

Maschile
Eventi su pista e strada
| Atleta        | Evento      | Batteria  | Batteria   | Quarti di finale | Quarti di finale | Semifinale      | Semifinale      | Finale          | Finale          |
| Atleta        | Evento      | Risultato | Classifica | Risultato        | Classifica       | Risultato       | Classifica      | Risultato       | Classifica      |
| ------------- | ----------- | --------- | ---------- | ---------------- | ---------------- | --------------- | --------------- | --------------- | --------------- |
| Harmon Harmon | 100 m piani | 11"22     | 8º         | non qualificato  | non qualificato  | non qualificato | non qualificato | non qualificato | non qualificato |

Femminile
Eventi sul campo
| Atleta          | Evento           | Qualificazioni | Qualificazioni | Finale          | Finale          |
| Atleta          | Evento           | Distanza       | Classifica     | Distanza        | Classifica      |
| --------------- | ---------------- | -------------- | -------------- | --------------- | --------------- |
| Tereapii Tapoki | Lancio del disco | 48,12 m        | 40ª            | non qualificata | non qualificata |

### Sollevamento pesi
Maschile
| Atleta          | Evento  | Strappo   | Strappo    | Slancio   | Slancio    | Totale | Classifica |
| Atleta          | Evento  | Risultato | Classifica | Risultato | Classifica | Totale | Classifica |
| --------------- | ------- | --------- | ---------- | --------- | ---------- | ------ | ---------- |
| Sam Nunuke Pera | -105 kg | 135       | 15º        | 170       | 14º        | 305    | 13º        |